# Ardalan Jabbari
Ardalan Jabbari (* 25. August 1984 in Teheran, Iran) ist ein österreichischer Bariton und Gesangspädagoge.

## Leben und Wirken
Ardalan Jabbari absolvierte sein Bachelor- und vier Masterstudien in „Gesang Konzertfach“, „Lied und Oratorium“, „Musiktheater Oper“ und „Master of Arts Education“ an der Kunstuniversität Graz sowie an der Musik und Kunst Privatuniversität der Stadt Wienjeweils mit Auszeichnung. 2013 erhielt er das österreichische Startstipendium für Musik und darstellende Kunst. Zu seinen Lehrern und Förderern zählen unter anderem Egils Silinš, Vladimir Stoyanov, Giorgio Zancanaro, Paolo Rúmetz, Wicus Slabbert, Angelika Kirchschlager und Artur Ruciński. Er erhielt 2008 das Stipendium und war anschließend Finalist des internationalen amerikanischen Gesangswettbewerbs AIMS in Graz und Finalist bei den internationalen Gesangsbewerben Ravello città della musica in Italien sowie beim Internationalen Wettbewerb Žďár nad Sázavou. 2016 gewann er den dritten Preis beim internationalen Musikwettbewerb Accademia Belcanto in Graz, 2021 den Premio Speziale der Fondazione Teatro Petruzzelli di Bari. 2022 wurde er im Rahmen des Wettbewerbs der internationalen Montecatini Opera Academy für die beste Verdi-Interpretation ausgezeichnet.
Als Opernsänger sang er unter anderem den Tonio in Pagliacci an der Staatsoper in Baku, vier Rollen in der Oper Die Antilope von Johannes Maria Staud an der Neuen Oper Wien sowie im Stadttheater Bozen unter der Leitung von Walter Kobéra. Er gab den Germont in La Traviata im Mailänder Auditorium mit dem Orchestra Sinfonica di Milano Giuseppe Verdi und sang im Rossini-Galakonzert in der Alten Oper Frankfurt unter der Leitung von Peter Falk sowie den Ford in Falstaff im Schlosstheater Schönbrunn. Zu seinem Repertoire zählen des Weiteren Don Alfonso (Cosi fan tutte), Lord Sydney (Il viaggio a Reims) Nick Shadow (The Rake’s Progress), Graf Almaviva (Le nozze di Figaro), der Förster (Das schlaue Füchslein), der Kammerherr (Le Rossignol) und Simone in Gianni Schicchi.
Als Konzertsänger trat er 2016 bei der „Italienischen Opernnacht“ im Rahmen der Darmstädter Residenzfestspiele auf. Außerdem gab er Liederabende – zum Beispiel mit Werken von Johannes Brahms, Franz Schubert, Richard Strauss und Hugo Wolf (Italienisches Liederbuch) – und sang in der Ulmer Erstaufführung der Messa per Rossini. Open-Air-Konzerte führten ihn zu den Grazer Kasematten und zum Festival Styriarte.
Jabbari ist auch als Gesangslehrer tätig und gab Meisterkurse in London, Ravello, Mailand, Teheran, Shiraz und Täbris. Seit Februar 2024 lehrt er als Dozent für Solo-Gesang am Wiener Richard Wagner Konservatorium und unterrichtet außerdem den Kurs „Der Berufsalltag in wirtschaftlicher und rechtlicher Hinsicht für darstellende Künstler*innen“.